# Palais Bratmann-Thorsch

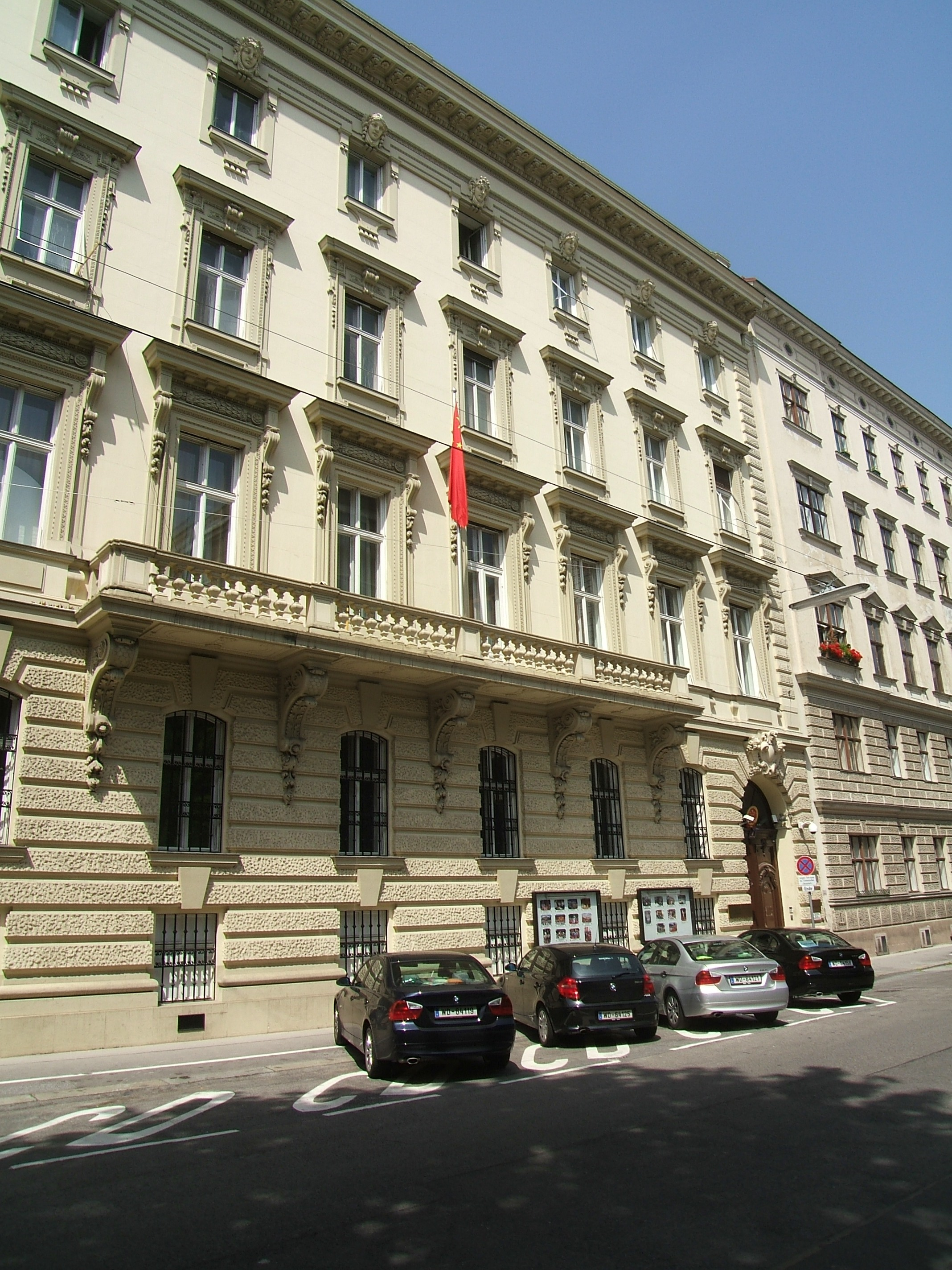
Palais Bratmann-Thorsch

Das Palais Bratmann-Thorsch befindet sich im 3. Wiener Gemeindebezirk Landstraße, Metternichgasse 4.

## Geschichte
Das Palais wurde in den Jahren 1897 bis 99 von Friedrich Schachner  für den Industriellen Josef Bratmann erbaut. Schon wenige Jahre später kam es in den Besitz der jüdischen Bankiersfamilie Thorsch, die 1938 aufgrund des sogenannten Anschluss Österreich flüchten und die kunstvolle Ausstattung und zahlreiche wertvolle Gemälde im Palais zurücklassen musste. Heute ist hier die Botschaft der Volksrepublik China untergebracht. 

## Beschreibung
Der wuchtige, im späthistoristischen Stil errichtete Baukörper ruht auf einem rustizierten Sockel. Ein breiter, über 4 Achsen reichender Balkon mit Balustrade wird von 5 Volutenkonsolen getragen. Die Fenster der Beletage und des darüber liegenden Geschoßes haben eine gerade Fensterverdachung und reich verzierte Sturzfelder.